# جن گلاب
جن گلاب (انگلیسی: Gene H. Golub; ۲۹ فوریهٔ ۱۹۳۲ – ۱۶ نوامبر ۲۰۰۷) یک دانشمند اهل ایالات متحده آمریکا بود.
وی همچنین برندهٔ جوایزی همچون کمک‌هزینه گوگنهایم شده است.